# Saint-Laurent (cours d'eau français)
Pour les articles homonymes, voir Saint-Laurent.
Le Saint-Laurent est un cours d'eau français qui coule dans le département du Loiret. C'est un affluent de la Bonnée en rive droite, donc un sous-affluent de la Loire.

## Géographie
Le Saint-Laurent présente une longueur de 14,1 kilomètres. Il prend sa source dans la commune de Lorris, à une altitude de 142 m, et se jette dans la Bonnée, dans la commune de Bray-Saint-Aignan, à une altitude de 109 m. Le cours d'eau présente ainsi une pente hydraulique de 2,3 mm/m. Il s'écoule globalement de l’est vers l'ouest.

### Communes traversées
Le Saint-Laurent traverse 5 communes, soit d'amont vers l'aval : Lorris, Les Bordes, Bouzy-la-Forêt, Bray-Saint-Aignan, Saint-Benoît-sur-Loire.

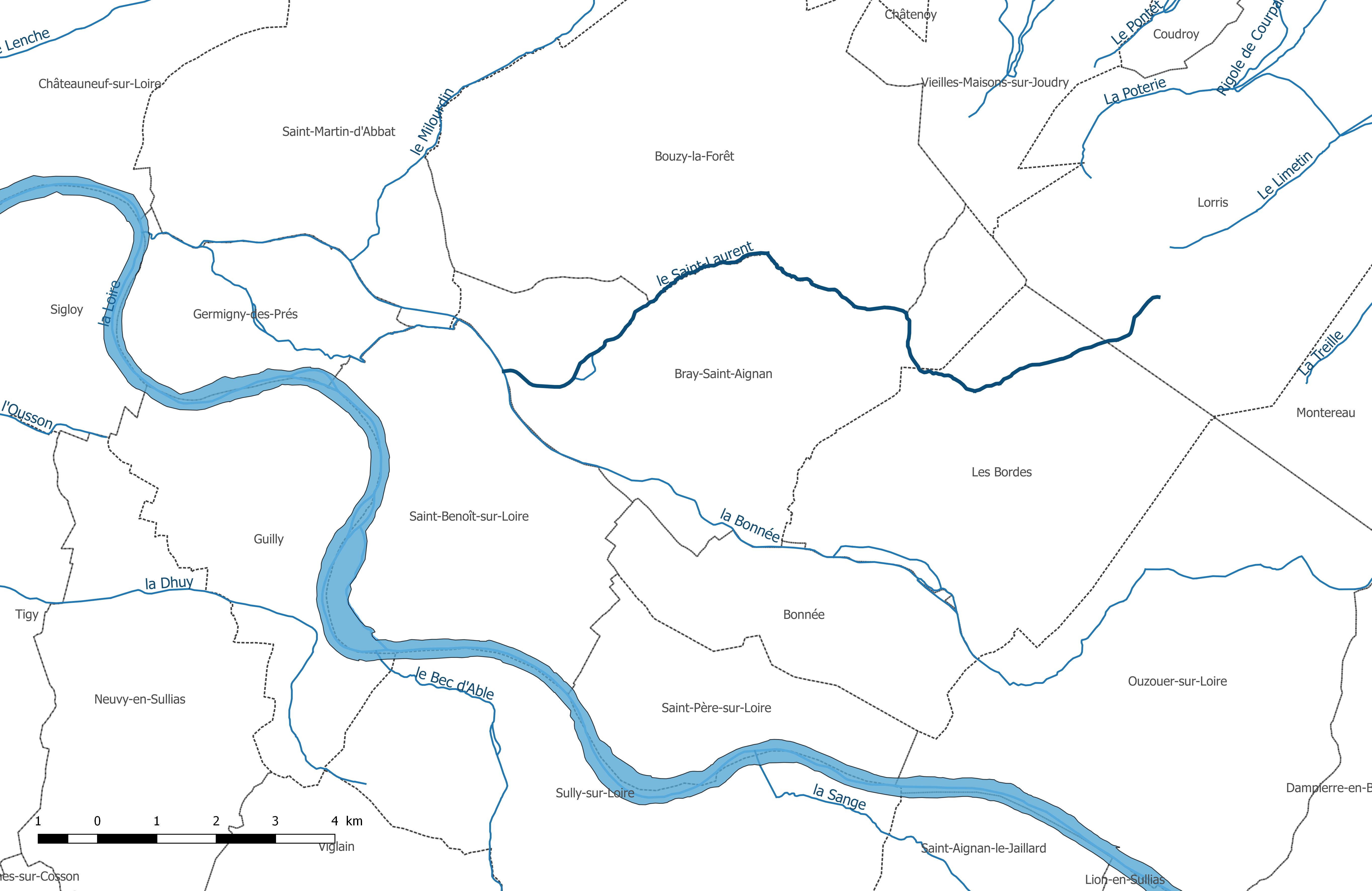
Cours d'eau le Saint-Laurent.

### Bassin versant
Son bassin versant correspond à la zone hydrographique « la Bonnée du Dureau (nc) à la Loire (nc) (K428) », au sein du bassin DCE plus large « La Loire, les cours d'eau côtiers vendéens et bretons ». Ce dernier s'étend sur 183 km2. Il est constitué à 42.99 % de « territoires agricoles », 52.64 % de « forêts et milieux semi-naturels » et à 3.91 % de « territoires artificialisés ».

### Affluents
Deux affluents au Saint-Laurent sont recensés :
- PK: 986094 | (K4284312)[4]
- PK: 986889 | (K4284330)[5]

## Pêche et peuplements piscicoles
La catégorie piscicole est un classement juridique des cours d'eau en fonction des groupes de poissons dominants. Un arrêté réglementaire préfectoral permanent reprend l’ensemble des dispositions applicables en matière de pêche dans le département du Loiret en les différenciant selon les catégories piscicoles. Le Saint-Laurent est classé en deuxième catégorie, c'est-à-dire que l'espèce biologique dominante est constituée essentiellement de poissons blancs (cyprinidés) (donc rivière cyprinicole) et de carnassiers (brochet, sandre et perche).

## Gouvernance

### Échelle du bassin
En France, la gestion de l’eau, soumise à une législation nationale et à des directives européennes, se décline par bassin hydrographique, au nombre de sept en France métropolitaine, échelle cohérente écologiquement et adaptée à une gestion des ressources en eau. Le Saint-Laurent est sur le territoire du bassin Loire-Bretagne et l'organisme de gestion à l'échelle du bassin est l'agence de l'eau Loire-Bretagne.

### Échelle locale
En 2017, la partie aval du Saint-Laurent était gérée au niveau local par le syndicat intercommunal du Bassin de la Bonnée,.